# Episodi di Criminal Minds (tredicesima stagione)
La tredicesima stagione della serie televisiva Criminal Minds è andata in onda in prima visione assoluta negli Stati Uniti d'America sul canale CBS dal 27 settembre 2017 al 18 aprile 2018.
In Italia la stagione è stata trasmessa in prima visione da Fox Crime, canale a pagamento di Sky, dal 13 ottobre 2017 al 22 giugno 2018; in chiaro è andata in onda su Rai 4 dal 5 ottobre al 10 dicembre. Il 5 e il 12 ottobre sono stati trasmessi eccezionalmente tre episodi, mentre il 3 e il 10 dicembre quattro.
| n° | Titolo originale     | Titolo italiano          | Prima TV USA      | Prima TV Italia  |
| -- | -------------------- | ------------------------ | ----------------- | ---------------- |
| 1  | Wheels Up            | Decolliamo               | 27 settembre 2017 | 13 ottobre 2017  |
| 2  | To a Better Place    | Verso un posto migliore  | 4 ottobre 2017    | 20 ottobre 2017  |
| 3  | Blue Angel           | L'angelo azzurro         | 11 ottobre 2017   | 27 ottobre 2017  |
| 4  | Killer App           | Killer-App               | 18 ottobre 2017   | 3 novembre 2017  |
| 5  | Lucky Strikes        | Colpi di fortuna         | 25 ottobre 2017   | 10 novembre 2017 |
| 6  | The Bunker           | Il bunker                | 8 novembre 2017   | 24 novembre 2017 |
| 7  | Dust and Bones       | Polvere & ossa           | 15 novembre 2017  | 1º dicembre 2017 |
| 8  | Neon Terror          | Terrore al neon          | 22 novembre 2017  | 8 dicembre 2017  |
| 9  | False Flag           | Sotto falsa bandiera     | 6 dicembre 2017   | 30 marzo 2018    |
| 10 | Submerged            | Sommersi                 | 3 gennaio 2018    | 6 aprile 2018    |
| 11 | Full-Tilt Boogie     | Segreti oscuri           | 10 gennaio 2018   | 13 aprile 2018   |
| 12 | Bad Moon on the Rise | Una luna crudele         | 17 gennaio 2018   | 20 aprile 2018   |
| 13 | Cure                 | La cura                  | 24 gennaio 2018   | 27 aprile 2018   |
| 14 | Miasma               | Miasma                   | 31 gennaio 2018   | 4 maggio 2018    |
| 15 | Annihilator          | Annientatore             | 7 marzo 2018      | 11 maggio 2018   |
| 16 | Last Gasp            | Ultimo respiro           | 14 marzo 2018     | 18 maggio 2018   |
| 17 | The Capilano's       | Dietro la maschera       | 21 marzo 2018     | 25 maggio 2018   |
| 18 | The Dance Of Love    | Danza d'amore            | 28 marzo 2018     | 1º giugno 2018   |
| 19 | Ex Parte             | Ostaggi                  | 4 aprile 2018     | 8 giugno 2018    |
| 20 | All You Can Eat      | La vendetta e il perdono | 11 aprile 2018    | 15 giugno 2018   |
| 21 | Mixed Signals        | Segnali confusi          | 18 aprile 2018    | 22 giugno 2018   |
| 22 | Believer             | Il Credente              | 18 aprile 2018    | 22 giugno 2018   |

## Decolliamo
- Titolo originale: Wheels Up
- Diretto da: Glenn Kershaw
- Scritto da: Breen Frazier

### Trama
In seguito all'incidente, gli agenti sono lievemente feriti, a eccezione dell'agente Walker, che muore sul colpo. Emily Prentiss sembra essere scomparsa nel nulla. Ella si risveglia in un letto d'ospedale, ma capisce ben presto di non trovarsi in una clinica: è stata rapita da Graffio. Il serial killer vuole da lei informazioni e, per farlo, la ricatta con la morfina, indispensabile per alleviare i dolori di Emily, che sono sempre più forti. L'informazione che desidera Graffio è una sola: vuole sapere dove si trovi l'agente Hotchner, che, insieme al figlioletto, si trova in un posto sicuro. Tra gli agenti della squadra del BAU, solo Prentiss è al corrente dell'informazione. 
Luke, Spencer e Garcia, insieme all'agente Matthew Simmons, si mettono subito al lavoro, cercando di scoprire quanto più possibile su Graffio. Gli altri agenti, pian piano, si riprendono e iniziano anche loro a far parte dell'indagine. Arrivano alla conclusione che Graffio stia facendo vivere a Emily, attraverso la somministrazione di droghe, un'esperienza extracorporea, in modo da estorcerle notizie su Hotch. 
Emily, con un'astuta tattica, riesce a liberarsi e fugge all'interno del magazzino in cui si trova rinchiusa. Nel frattempo, giungono sul posto Spencer, Simmons e Luke che la trovano e la mettono in salvo. Inizia, però, anche l'inseguimento con il serial killer da parte dell'agente Luke, che si concluderà con la morte di Graffio.
L'episodio si conclude con il funerale di Stephen Walker, al quale partecipa tutta la squadra al completo.

### Soggetto Ignoto
Peter Lewis 

### Citazioni
- "Resisti, quando in te non c’è niente tranne la tua volontà che dice ‘Resisti’." Rudyard Kipling (Dott. Spencer Reid)

## Verso un posto migliore
- Titolo originale: To a Better Place
- Diretto da: Diana C. Valentine
- Scritto da: Bruce Zimmerman

### Trama
All'inizio dell'episodio, Reid svolge la riqualificazione dell'arma dopo il carcere, e il Comitato di Revisione approva il suo rientro in servizio attivo, a condizione però che ogni 100 giorni sul campo, se ne prenda 30 di pausa. Viene festeggiato dai colleghi, tornati dopo il congedo obbligatorio di sei settimane imposto dal Direttore, e Prentiss dà il benvenuto ufficiale nella squadra a Matt Simmons, ringraziandolo per aver sorvegliato il fortino in loro assenza. I casi si sono accumulati, e il gruppo riunito si occupa subito del primo. A Naples, Florida, un'infermiera ventiseienne single è stata trovata piegata all'interno di una valigia, in una palude; un mese e mezzo prima un'altra valigia con il triste contenuto. Questa vittima era molto attiva sui social e sui siti d'incontri, e la tavola di casa è stata preparata per una cena per due. Una terza donna viene rinvenuta a una fermata d'autobus, un luogo più pubblico rispetto ai precedenti. Sono tutte morte per asfissia, e mostrano ferite alle braccia e alle mani, tracce di spermicida e il rossetto sbavato. L'ultima era depressa, anche lei frequentava siti d'incontri online e anche la sua tavola era apparecchiata. Le valigie sono vintage e quella specifica marca di rossetto è fuori produzione dagli anni '80, perciò si deduce che l'assassino corteggi le donne o che esse siano sostitute di una persona cara che lo ha abbandonato. Poiché la prima si era trasferita da Philadelphia a seguito della morte di un'amica, la seconda faceva volontariato in una clinica di cure palliative e la terza era appunto depressa, diventa chiaro che l'esca, il motivo per cui sono state uccise proprio queste donne, risieda nella perdita e nel dolore. Il Soggetto Ignoto appare innocuo e attraente, riuscendo a insinuarsi nella loro vita in modo romantico, per poi ucciderle temendo che lo possano abbandonare. Viene intanto uccisa un'avvocatessa. La tavola della prima non era apparecchiata, segno che l'SI era ancora in evoluzione; la terza era apparentemente una solitaria, ma in realtà gestiva un servizio di catering da casa, che recentemente si era occupato di una veglia funebre per un'anziana. Questa informazione permette di rintracciare l'assassino, il nipote, il quale a seguito della morte della nonna aveva frequentato per un periodo lo stesso gruppo di sostegno per il lutto della prima donna, gruppo che si riuniva nella clinica di cure palliative. Egli ha ucciso le donne che gli ricordavano la madre, punendole temendo che potessero abbandonarlo. In realtà, la madre non l'ha abbandonato: voleva portarlo con sé a vivere a casa di un'amica per garantire a entrambi un futuro migliore, lontano dalla nonna alcolizzata, ma è stata colpita a morte da una bottiglia davanti al figlio piccolo proprio da quest'ultima, che tentava di fermarla. Nel frattempo, il ragazzo ha chiesto a una delle colleghe del bar in cui lavora di uscire con lui, essendosi innamorato di lei; le dice che passeranno a casa della nonna perché vuole che lei la conosca, ma giunti là lui inizia a parlare da solo e la ragazza gli dice di volersene andare. Allora lui perde il controllo e la spinge contro il muro. Essendo il più vicino, Reid arriva prima di JJ e Alvez e comincia a parlare con l'SI per convincerlo ad arrendersi: gli spiega di essere a conoscenza di ciò che successe davvero alla madre, e gli mostra un carro attrezzi rosso con cui lui da piccolo giocava (che la madre aveva spedito alla migliore amica e che quest'ultima aveva conservato), assicurandogli che lei gli voleva bene e che avrebbe voluto proteggerlo. Le parole hanno effetto, l'SI si fa arrestare e la ragazza viene salvata. Sul jet di ritorno, Alvez si complimenta con Reid per il lavoro svolto (dato che è stato il suo primo caso dopo la prigione), e Spencer afferma che stare in carcere non è stata un'esperienza completamente negativa: infatti ora ha meno paura dei germi. Tuttavia aggiunge che riabituarsi al mondo fuori sarà un processo a piccoli passi. In una scena dell'episodio, esprime a Prentiss il dubbio che il suo non sia un reintegro effettivo per via della condizione dei 30 giorni di congedo: lei però osserva che lo è, perché tutti hanno bisogno di una pausa ogni tanto e che gli ha organizzato dei seminari sotto forma di lezioni ai nuovi Agenti dell'Accademia, su argomenti a scelta di Reid.

### Soggetto Ignoto
William Lynch

### Citazioni
- "Il serial killer Carl Panzram ha detto: ‘Credo che l’unico modo per far ravvedere le persone sia ucciderle." (Emily Prentiss)
- "Non è possibile unire i puntini guardando avanti. Si possono unire solo guardando al passato. Così avrete fiducia che in qualche modo i puntini si uniranno nel futuro." Steve Jobs (Dott. Spencer Reid)

## L'angelo azzurro
- Titolo originale: Blue Angel
- Diretto da: Sharat Raju
- Scritto da: Christopher Barbour

### Trama
La squadra del BAU indaga su degli omicidi a Detroit. Tutte le vittime sono uomini benestanti, torturati e castrati. Inoltre, il serial killer si diverte a filmare le sue vittime mentre le tortura e a diffondere i video in microcassette. Tutti gli omicidi sono collegati a una ragazza di nome Kimberly, escort a pagamento, che aveva intrattenuto relazioni sentimentali e sessuali con le vittime. 
Le indagini conducono a Gabriel Merza, che si rivela essere non soltanto l'SI, ma anche il padre naturale di Kimberly. 
Merza, infatti, aveva ucciso la madre di sua figlia e aveva affidato la piccola alla sorella, mentre egli si trovava in carcere a scontare una pena di quindici anni per omicidio. Una volta uscito di prigione, era venuto a conoscenza del lavoro di kimberly e questo lo aveva portato a sviluppare una deviata protezione paterna, uccidendo tutti gli uomini con cui sua figlia era stata.
Merza rapisce Kimberly e Janel, con lo scopo di portare a termine il suo piano, cioè liberarsi di tutti i clienti della figlia e tornare a essere una famiglia felice. 
L'episodio si conclude con l'agente Simmons che torna a casa dalla moglie e dai quattro figlioletti.

### Soggetto Ignoto
Gabriel Merza

### Citazioni
- "La crudeltà, come ogni altro vizio, non richiede altri motivi al di fuori di se stessa. Richiede solo un’occasione." George Eliot (Emily Prentiss)
- "Un uomo viaggia per tutto il mondo in cerca di quello di cui ha bisogno e torna a casa per trovarlo." George Moore (Matthew Simmons)

## Killer-App
- Titolo originale: Killer App
- Diretto da: Alec Smight
- Scritto da: Stephanie Sengupta

### Trama
In un'azienda di videogame c'è una sparatoria, a causa della quale rimangono uccisi tre dipendenti, appartenenti a tre diverse etnie. È evidente che non si tratta di un attentato terroristico, poiché il killer, essendoci ottanta persone presenti, avrebbe potuto sparare a caso su chiunque, ma si è astenuto dal farlo. Questo fatto, porta gli agenti a credere che l'SI sia stato spinto da ragioni personali.
In seguito al primo attentato, se ne sussegue un secondo che porta alla morte di altri quattro dipendenti. Gli agenti giungono a supporre che il killer usi un drone telecomandato per sparare alle vittime. 
Le indagini arrivano alla Peakstone, un'azienda che si occupa di formare squadre di piloti di droni, che sparino ai nemici, durante le missioni in Afghanistan da parte dell'esercito statunitense. 
L'SI è Jack Logan, ex dipendente della Peakstone, assunto come pilota civile di droni. Gli agenti fanno irruzione nell'abitazione del giovane e lo trovano a terra, morto. Qualcuno ha hackerato il drone, uccidendolo.
Grazie alle informazioni di Garcia, la squadra scopre che la Peakstone, in una delle sue missioni, aveva indirizzato l'attacco dei droni non a dei nemici esterni, ma a una scuola elementare, causando la morte di 372 bambini. L'accaduto era stato magistralmente insabbiato e, adesso, l'azienda, per paura di essere scoperta, si impegna a eliminare chi è a conoscenza degli eventi. Il primo a farne le spese è proprio Logan. Nel mirino, c'è anche Tori, reclutatrice di piloti per conto della Peakstone. Ella riesce a mettersi in salvo grazie all'intervento tempestivo della polizia. Ma sia Tori, sia il direttore della Peakstone, vengono arrestati con l'accusa di complotto e omicidio. A fine episodio Luke, vedendo l'amica Emily (che aveva chiesto proprio a quest'ultimo di mettere per iscritto le vicende dopo la sua fuga da Graffio e la relativa morte) sommersa da fascicoli, decide di restare fino a tardi a farle compagnia portandole la cena, e aiutandola. 

### Soggetto Ignoto
Jake Logan

### Citazioni
- " Non è saggio essere troppo sicuri della propria saggezza." Mahatma Gandhi (Luke Alvez)
- "L’assassino sopravvive alla vittima solo per scoprire che era se stesso quello di cui sognava di liberarsi." Thornton Wilder (Emily Prentiss)

## Colpi di fortuna
- Titolo originale: Lucky Strikes
- Diretto da: Tawnia McKiernan
- Scritto da: Jim Clemente

### Trama
In un gabinetto pubblico di Bridgewater, Florida, viene trovato il corpo di Rebecca Strong, prostituta, alla quale sono state tranciate le gambe e tutte le dita ante mortem. Sul petto le è stato inciso, post mortem, un pentacolo inverso, e la gola è stata tagliata, provocando quindi la morte per dissanguamento. Inoltre, nello stomaco si rileva la presenza di cinque dita di un'altra donna, una vittima precedente. Per via dei tratti satanici e cannibalistici del delitto, i membri della BAU notano immediatamente le similitudini con quelli compiuti dal serial killer cannibale e psicopatico Floyd Feilynn Ferell. Egli è rinchiuso in un Istituto Psichiatrico dal suo arresto, perciò bisogna verificare se è stato incastrato da qualcuno, o se c'è un emulatore. Simmons e Alvez vengono informati dalla Direttrice che, da alcune settimane, Ferell esce per far visita alla sorella, sempre sotto sorveglianza, in quanto sembra aver superato i propri impulsi cannibalistici. Allora gli agenti perquisiscono la casa di quest'ultima, trovandovi un altare dedicato a Satana; Ferell viene portato al distretto di Polizia e interrogato: sostiene però di non aver commesso alcun omicidio, e anzi invece di aver obbedito agli ordini di qualcuno definito il suo amico speciale. Tara e Rossi fanno un colloquio con l'unica donna che era riuscita a scampare a Ferell dieci anni prima, e lei afferma di ricordare di essere stata tenuta in un magazzino. Localizzato, all'interno Simmons e Reid trovano un'altra vittima, che presenta un modus operandi differente da quello di Lucky: ci sono segni di esitazione, come se questo assassino fosse un principiante che sta facendo pratica, e segni di morsi su una gamba, perciò è evidente che si sta addestrando e che condivide le stesse fantasie cannibalistiche. Si risale infine a Marcus Manning, fratello della fidanzata della vittima recente (uccisa un mese prima della prostituta, ma senza tranciarle le gambe) e membro della stessa congregazione religiosa frequentata da Ferell. Rossi e Alvez vanno alla vecchia casa di Floyd, dove Manning punta un coltello alla gola della madre della sua ultima vittima: cercano di fargli abbassare l'arma ma lui si suicida, non prima di aver confessato di essere lui l'autore degli omicidi attribuiti a Ferell. Gli agenti della BAU non accettano che quest'ultimo possa essere rimesso in libertà, ma la Commissione dell'Istituto Psichiatrico è di un altro parere. Riordinando i documenti, Garcia e JJ leggono il referto del medico legale sull'autopsia di Manning, dove è scritto che nel suo stomaco sono state rinvenute solo cinque dita di Rebecca Strong, la prima vittima; delle altre deve essersi cibato Ferell. Proprio appena dopo che la Commissione ha ridimensionato il suo stato psichico (cosa che gli garantirebbe maggiore libertà), la BAU interrompe l'udienza mostrando un mandato per costringere Ferell a sottoporsi a una radiografia che accerti la presenza delle dita mancanti nel suo apparato digerente. La reazione del cannibale alla richiesta rivela la sua lucidità e la sua colpevolezza. La connessione con Lucky ha un forte impatto emotivo su Garcia in quanto, quando è stata ferita quasi a morte da James Colby Baylor davanti al proprio appartamento, l'Unità stava appunto affrontando il caso di Ferell. Penelope diventa nervosa e aggressiva con tutti e JJ convoca Morgan; Garcia è entusiasta di vederlo e Derek le rivela che quella sera, mentre lei era in coma dopo lo sparo, è andato nella cappella dell'ospedale a pregare. I due parlano e dopo che Derek se ne va, Garcia ringrazia JJ per averlo chiamato. Al ritorno dei colleghi, Penelope li invita tutti a cena casa sua per farsi perdonare il proprio comportamento durante il caso.
- Altri interpreti: Jamie Kennedy (Floyd Feilynn Ferell)

### Soggetto Ignoto
Floyd Ferell e il suo sottoposto Marcus Manning

### Citazioni
- "Mi piace capovolgere le cose, vedere immagini e situazioni sotto altre prospettive." Ursus Wehrli (Penelope Garcia)
- "La gente ama dire che il conflitto è tra il bene e il male. Il vero conflitto è tra la verità e le bugie." Don Miguel Ruiz (David Rossi)

## Il bunker
- Titolo originale: The Bunker
- Diretto da: Aisha Tyler
- Scritto da: Karen Maser

### Trama
La sede locale dell'FBI di Richmond, in Virginia, chiede assistenza alla BAU per tre donne scomparse nell'arco di cinque anni, tutte nella stessa area geografica e a pochi minuti dalla mezzanotte; le prime due sono state rapite in un parcheggio, ma la rapina è stata esclusa perché auto, portafogli e oggetti di valore non sono stati presi. Poiché i corpi non sono mai stati ritrovati, si suppone o che il responsabile le abbia tenute segregate da qualche parte, o che le abbia seppellite bene; inoltre, non ci sono state richieste di riscatto. Le donne appartenevano a razze diverse, ma erano accomunate dall'essere single e di successo, infatti facevano professioni remunerative: un'ostetrica, una dentista e un'insegnante. La sera precedente all'arrivo della squadra, una quarta donna, una chef, è stata rapita anch'ella da un parcheggio. Dopo essere venuta a conoscenza del coinvolgimento dell'FBI, una giovane si presenta con la speranza che gli agenti riprendano in mano il fascicolo sulla scomparsa della sorella sedicenne Chrissy, avvenuta cinque anni prima; i membri della sede di Richmond che in precedenza avevano lavorato alle altre sparizioni non avevano creduto che quella vi fosse collegata, in quanto la ragazza non rientrava nella vittimologia: era problematica ed era già scappata di casa altre volte. JJ, che crea un legame con lei sapendo come ci si sente a perdere una sorella, le promette che leggerà il fascicolo; sarà proprio lei a concludere che esiste un collegamento tra la sparizione della sedicenne e quelle delle adulte, dopo che Garcia scopre che sia Chrissy che un'altra adolescente sono scomparse lo stesso giorno dell'ostetrica, e che entrambe erano incinte. Viene rapita anche una pediatra, e ciò fa ipotizzare che le donne e i bambini siano vivi, e che dietro ci sia una sorta di setta che ha operato su di loro un condizionamento psicologico. La chef si risveglia in una camera di quella che apparentemente sembra una casa, ma i corridoi sono tutti identici e porte e finestre sbarrate; riconosce nell'ostetrica la donna di cui stanno parlando i notiziari e poi viene presentata alle altre donne e ai bambini che si trovano nella struttura. L'ostetrica viene trovata morta al lato di una strada: il medico legale dichiara il suicidio (per senso di colpa ci aveva già provato, e questa volta ci è riuscita). La pediatra, parlando con le altre ragazze (fuggiasche come Chrissy), capisce che tutte lì dentro sono convinte che, per l'arrivo dell'Apocalisse, le città siano in rovina, i governi siano caduti e vi sia mancanza di cibo e acqua, ma non sono in grado di dire in che mese o anno ci si trovi; tenta di convincerle che queste idee non sono reali, ma poi decide di cercare una via di fuga insieme alla chef. Nel frattempo, confrontando gli orari dei quattro rapimenti, Reid deduce che l'SI stia seguendo l'orologio dell'Apocalisse, quello che dovrebbe decretare la fine del mondo, e persegua l'obiettivo di ripopolare la Terra, preservando la specie umana: perciò le figure come medici, insegnanti, cuochi sono essenziali per la sopravvivenza. Il cerchio quindi si restringe alla comunità dei survivalisti, individuando un ingegnere civile ossessionato appunto dalla fine del mondo, il quale aveva conosciuto online con quella che è diventata la sua complice. La chef e la pediatra, sotto minaccia di un coltello, la costringono a farsi dire come si può uscire dalla struttura, ma si imbattono nell'SI. Reid e JJ giungono su un appezzamento di terreno acquistato da quest'ultimo, che però è spoglio; intuiscono allora che devono cercare sottoterra e, attraverso una botola nascosta dall'erba, penetrano nel bunker che l'SI ha costruito per affrontare l'Apocalisse. Improvvisamente una porta a vetri si chiude, bloccandoli in uno dei corridoi (a rischio di morte per esaurimento di ossigeno o inalazione di monossido di carbonio); arrivano la chef e la pediatra con la complice, e anche le altre ragazze e i bambini. Reid e JJ assicurano loro che il mondo c'è ancora, e a Chrissy che sua sorella non ha mai smesso di cercarla e che sicuramente vorrà conoscere il nipotino; JJ le mostra la foto datale da Johanna e a quel punto lei scoppia a piangere. La complice si arrende e dà il codice per sbloccare la porta, così tutti possono essere riportati in superficie e Chrissy può riabbracciare la sorella.

### Soggetto Ignoto
Lawrence Coleman e Irene Jacobs 

### Citazioni
- "T.S. Eliot scrisse: "È questo il modo in cui finisce il mondo. Non con uno schianto, ma con un lamento." (Dott. Spencer Reid)
- "Anche se sapessi che domani il mondo finirà, pianterei ugualmente un albero di mele" Martin Lutero (Jennifer Jareau)

## Polvere & ossa
- Titolo originale: Dust and Bones
- Diretto da: Marcus Stokes
- Scritto da: Erica Meredith

### Trama
Alvez va a fare visita al suo ex partner, Phil Brooks, nella clinica dove lui fa fisioterapia da circa un anno: infatti è su una sedia a rotelle da tre, da quando è stato torturato dal "Re Cremisi" durante la caccia all'uomo nei suoi confronti. Luke nota il suo atteggiamento rassegnato e vorrebbe fare qualcosa per risollevargli il morale. Riceve il messaggio di Garcia che lo avverte di tornare alla base per un nuovo caso. Ad Austin, Texas, due donne sulla trentina sono state rapite e poi si sono risvegliate il giorno successivo nelle loro auto parcheggiate a km di distanza senza ricordare come ci siano arrivate; entrambe presentano incisioni accurate e precise sui volti, sulla prima superficiali, che lasceranno cicatrici permanenti, e una maschera di plastica bianca sui sedili accanto a quello del guidatore. Essa è il mezzo attraverso il quale l'SI svela la vera personalità delle vittime, o indica che loro hanno due facce. Le due donne sono benvolute da amici e colleghi, tenute in grande considerazione e con carriere di successo, ma probabilmente sono state vittime casuali per i finestrini delle auto abbassati (per via delle alte temperature). Secondo il medico legale, i due segni circolari sul loro petto potrebbero essere bruciature elettriche, ma Reid deduce che sono invece stati lasciati dal morso di un serpente, in particolare il bruno orientale (che, sebbene sia il secondo più letale al mondo, produce solo una piccola quantità di veleno): il Soggetto Ignoto lo fa scivolare all'interno delle auto attraverso i finestrini e, appena loro se ne accorgono, gridano di terrore e il rettile le morde finché non perdono i sensi; a questo punto, l'assassino le rapisce e le porta in un luogo secondario dove, aspettando che si sveglino, le sfigura. Una terza donna, infermiera, viene aggredita: anche lei ha le cicatrici, e in più la lingua divisa in due, come quella biforcuta dei serpenti; ella riferisce a Reid e JJ che anche l'SI presenta la stessa caratteristica. Le ricerche si concentrano perciò nel mondo della modificazione corporea e soprattutto della scarificazione e divisione della lingua; storicamente, il serpente è stato ritratto non solo malvagio, ma anche ingannevole, di conseguenza la rabbia del Soggetto Ignoto potrebbe essere diretta verso qualcosa percepito come ipocrisia o doppiezza. Le vittime potrebbero invece rappresentare una donna specifica che lui/lei crede abbia due facce: una pubblica e una privata in conflitto tra loro. Gli agenti scoprono che le zone dove le auto delle donne sono state parcheggiate sono zone in cui lavora l'agente immobiliare Lara Gutierrez, con due figlie. L'SI è la maggiore Desi, la quale in passato aveva telefonato ai Servizi di Tutela dell'Infanzia per accusare la madre (rimasta incinta di lei a 16 anni) per violenza psicologica e abbandono, e ha passato un po' di tempo in riformatorio; inoltre è sempre stata gelosa della sorella perché, a suo dire, quest'ultima era perfetta e aveva reso orgogliosa la madre, che invece non considerava Desi (la rinchiudeva in cantina al buio e laggiù era pieno di serpenti, che però non l'avevano mai attaccata, e ciò aveva instillato in lei curiosità, attenzione e fascino per questi rettili). Due settimane prima della prima aggressione, la sorella minore Tina era stata nominata "Agente immobiliare dell'anno" dall'agenzia della madre, la quale ne aveva parlato per giorni facendo pubblicare anche una foto che non ritraeva la maggiore, ed era stato l'evento che l'aveva fatta scattare. Desi rapisce la sorella e la porta nello studio di tatuaggi che la madre le aveva comprato per senso di colpa (è il luogo in cui ha tenuto le donne per sfigurarle), costringendo la madre a venire, infatti è decisa a vendicarsi di entrambe. Lega Tina a una lettiga e comincia ad affilare un bisturi; le fa un taglio su una guancia, poi solleva uno dei serpenti dalla teca che si trova lì e glielo posa sul corpo, e questo la morde. La madre tenta di farla ragionare, ammettendo di non essere stata in grado di fare il buon genitore per lei, in quanto troppo giovane, e si scusa. Proprio prima che Desi si avventi anche su di lei, Rossi, JJ, Alvez e Simmons irrompono: sentendosi braccata, la ragazza sfonda la teca, i serpenti iniziano a strisciare verso gli agenti, e approfittando della distrazione lei fugge dalla porta sul retro, ma si trova faccia a faccia con Matt. Lui le intima di fermarsi, lei non lo fa e allora lui è costretto a sparare, uccidendola. Tina e la madre vengono tratte in salvo. Tara non lavora al caso perché è tornata in Florida a testimoniare contro Floyd Ferell, per far sì che resti all'ergastolo. Tornato a Quantico, Alvez si reca nuovamente da Phil, avendo trovato un modo per risollevarlo e fargli riavere uno scopo: gli regala un tenero cucciolo di pastore tedesco, di cui Phil dovrà prendersi cura.
- Nota. Il titolo originale dell'episodio, Dust and Bones, è il nome dello studio di tatuaggi dell'SI, in cui quest'ultima sfigura le vittime.

### Soggetto Ignoto
Desi Gutierrez 

### Citazioni
- "Quando c’è dolore, non ci sono parole. Tutti i dolori sono gli stessi." Toni Morrison (Emily Prentiss)
- "Ricorda, noi siamo il nostro stesso dolore. Siamo la nostra stessa felicità. E siamo la nostra stessa cura." Huseyn Raza (Luke Alvez)

## Terrore al neon
- Titolo originale: Neon Terror
- Diretto da: Bethany Rooney
- Scritto da: Erik Stiller

### Trama
Mentre l'Agente Rossi è ospite in una trasmissione televisiva di Miami per promuovere il suo ultimo libro (scritto molto probabilmente durante il congedo obbligatorio di sei settimane), l'intervista è interrotta dalla notizia, in diretta, di un terzo delitto che segue due già avvenuti: tutte e tre le vittime sono giovani e con i capelli scuri, vivevano nella stessa area e conducevano uno stile di vita a basso rischio; sebbene inizialmente la Polizia le ritenesse rapine finite in tragedia, solo la prima è stata derubata. Sono state uccise all'interno delle rispettive automobili, con un colpo dritto al cuore sparato da una .44 Magnum (grosso calibro), e anche se è una pistola molto rumorosa nessuno ha sentito nulla. Nell'arco di dodici ore altre due vittime, sempre in auto e di sera: l'SI sta diventando compulsivo, perciò bisogna fermarlo il più presto possibile. È la prima volta che uccide una coppia e la prima volta per un maschio. Sulla scena del crimine, JJ intuisce che il Soggetto Ignoto si nasconde in piena vista e resta nei pressi senza attirare attenzione, per assistere alle conseguenze del suo gesto; si esclude però che sia un primo soccorritore o un paramedico perché comparirebbero nei verbali. Osservando le fotografie scattate alle vittime dalla Scientifica, Simmons nota che ciascuna ha un fermaglio per capelli colorato nella stessa posizione, dietro l'orecchio sinistro: essi sembrano datati, perciò l'assassino ha perso tempo a posizionarli, aumentando il rischio di essere sorpreso ad esempio dai passanti, ma allo stesso tempo la propria eccitazione. Prentiss si raccomanda che il dettaglio dei fermagli non venga trasmesso ai media, ma immediatamente in tv appaiono le foto, confermando il collegamento tra gli omicidi. Allora Rossi e JJ si recano alla sede di "Channel 3" (la rete che le ha mostrate), dove la direttrice del telegiornale Sandra Madsen si sta confrontando con i dipendenti per dare all'SI un soprannome memorabile; uno di essi propone "Terrore al Neon" e lei lo approva, ma dopo aver esibito i tesserini, JJ la avverte che il soprannome è un grave errore perché gli offre quel senso di potere e dominio che egli brama disperatamente. Vogliono sapere chi è la fonte che ha fornito al loro reporter le foto dei fermagli, ma la Madsen si rifiuta per preservare l'immagine della rete. Andandosene, i due agenti si accorgono che le pareti del suo ufficio sono adornate di cornici, attestati ed encomi al merito per le sue inchieste: è una narcisista, e si servirà del reportage sugli omicidi per alzare gli ascolti e avere una promozione. Avviene un sesto delitto: il rituale è lo stesso, la differenza è che questa ragazza è stata uccisa nell'auto dentro al garage di casa di giorno, e l'aggiunta è un neon appoggiato accanto al cadavere. I giornalisti e le troupe televisive giungono immediatamente in massa, e si inizia a considerare la possibilità che appartenga ai media, anche perché nel computer di un membro dello staff informatico di "Channel 3" viene trovato il video del sesto delitto filmato pochissimi minuti dopo, e la Polizia non era ancora arrivata. Viene interrogato e dice di aver ricevuto il video da un account anonimo; non è stato lui. Intanto l'SI colpisce ancora: un'altra giovane bruna in auto nel parcheggio di un centro commerciale, sempre la stessa pistola, lo stesso fermaglio e il neon, ma stavolta sul sedile posteriore c'è una bambina di circa due anni che viene lasciata illesa e riconsegnata da JJ ai genitori. Il Soggetto Ignoto si è auto ripreso mentre fa lampeggiare il neon davanti agli occhi della giovane e poi le spara, e questo video viene inviato direttamente alla direttrice del telegiornale di "Channel 3", che chiama gli agenti. Dopo averlo visionato, questi intuiscono che lei debba avere un ruolo nella fantasia dell'assassino; uscendo, JJ guarda il padre della bambina che la tiene in braccio e viene assalito dai reporter all'esterno dell'edificio. Allora ricorda un frammento di articolo di giornale che riportava dell'omicidio di una babysitter venti anni prima. Garcia riesce a scoprire che esso era avvenuto nell'auto parcheggiata, a seguito di una rapina, che la ragazza aveva un fermaglio per capelli dietro l'orecchio sinistro, che era stata utilizzata una .44 Magnum Smith & Wesson e che sul sedile posteriore c'era il bambino a cui lei badava. Il sangue di lei era schizzato su di lui, che per lo shock non aveva parlato per un anno, finché non aveva concesso un'intervista esclusiva proprio alla Madsen, a quel tempo semplice reporter, grazie alla quale aveva ottenuto il proprio momento di gloria. Infatti, l'omicidio aveva riscosso estrema notorietà essendo stato oggetto di resoconti per giorni e giorni da parte dei media; da qui è nata l'ossessione del Soggetto Ignoto per la copertura mediatica, il desiderio di vedere gli altri reagire ai suoi gesti e l'euforia nel sollevare clamore. Le vittime rappresentano dunque la perdita personale della babysitter: la prima era stata derubata per replicare le circostanze della sua morte, ma è l'ultima scena a esserne un'esatta riproduzione, dato che nell'auto c'era la bambina. Poiché l'ultimo video non è stato trasmesso, l'SI irrompe nella sede di "Channel 3" per realizzare uno spettacolo finale di grande effetto: dopo aver spento tutte le luci inizia a sparare sui dipendenti, uccidendone due, poi rapisce la Madsen, la lega a una sedia e minaccia di ucciderla perché ha smesso di raccontare la loro storia venti anni prima; rivuole la gloria e l'attenzione di allora, e ha attivato una delle telecamere affinché li riprenda entrambi. Prentiss e Rossi arrivano e cercano di farlo parlare per dare il tempo a Garcia di penetrare nel sistema della telecamera e disattivarla; ci riesce e, rendendosi conto di non avere più un pubblico a cui mostrare le proprie azioni, l'SI si arrende, venendo arrestato. La donna tuttavia non sembra affatto scossa per ciò che è successo, anzi dice a Rossi di essere grata all'assassino per averle fatto provare quel brivido e quella notorietà mediatica che entrambi sognavano, chiedendogli di ringraziarlo da parte sua, prima di uscire e concedersi ai fotografi. 

### Soggetto Ignoto
Jeffrey Whitfield

### Citazioni
- "Lo spettacolo è il capitale a un tale grado di accumulazione da divenire immagine." Guy Debord (Emily Prentiss)
- "Non viaggio mai senza il mio diario. Bisognerebbe sempre avere qualcosa di sensazionale da leggere in treno." Oscar Wilde (David Rossi)

## Sotto falsa bandiera
- Titolo originale: False Flag
- Diretto da: Joe Mantegna
- Scritto da: Breen Frazier

### Trama
Due membri di un gruppo di verificatori di Roswell, nel New Mexico, muoiono in rapida successione, entrambi uccisi. La squadra di Analisi Comportamentale accorre sul posto. Gran parte delle vicende dell'episodio con le relative indagini vengono raccontate tramite flashback e riportate a galla dall'interrogatorio registrato tra gli agenti dell’FBI e una giovane appartenente al gruppo di teorici del complotto del posto.

### Soggetto Ignoto
Melissa Miller

### Citazioni
- "Quando avete eliminato l’impossibile, qualunque cosa rimanga, per quanto improbabile sia, deve essere la verità." Arthur Conan Doyle (Penelope Garcia)
- "Ognuno ha diritto alla propria opinione, ma non alle proprie azioni." Daniel Patrick Moynihan (Tara Lewis)

## Sommersi
- Titolo originale: Submerged
- Diretto da: Rob Bailey
- Scritto da: Bruce Zimmerman

### Trama
Con Reid impegnato nelle sue lezioni, la BAU si dirige a Ramona, in California: due settimane prima un uomo è stato trovato morto nella piscina privata della propria casa, legato a un blocco di cemento affinché annegasse; sei giorni dopo un altro. Entrambe le abitazioni sono state svaligiate, ma gli oggetti rubati sono di poco conto: una collezione di monete e dei trofei di bowling, le apparecchiature elettroniche non sono state toccate. Poco dopo l'atterraggio della squadra, viene uccisa una coppia di novelli sposi: la donna colpita da un proiettile al petto e parzialmente svestita, l'uomo, come i precedenti, gettato nella piscina legato a un blocco di cemento. Poiché la donna ha avuto una morte relativamente rapida, e l'uomo invece una lenta agonia, è chiaro che siano i maschi i veri bersagli. Dalla casa della coppia mancano solo i gioielli della moglie. Le monete rubate dalla prima scena vengono rinvenute sulla riva di un lago artificiale a 15 km da lì, che anni prima era un canyon, dalle cui acque riaffiorano, a causa della siccità, diversi altri corpi. Gli agenti iniziano a pensare che il canyon, e probabilmente anche la siccità stessa, siano connessi agli omicidi. Una successiva vittima viene trovata avvolta in un lenzuolo con un ago infilato perpendicolarmente nel naso, segno che il sadismo dell'SI è aumentato. Tutte le piscine delle case sono dotate di trampolini, e grazie a una telefonata a Reid, si scopre che l'ago nel naso era un tipo di sepoltura tradizionale dei pirati, quindi è come se l'assassino considerasse i trampolini assi su cui fare camminare le vittime verso l'acqua: egli stesso si ritiene un pirata e probabilmente da bambino ha subìto uno shock emotivo che lo ha bloccato nella prima adolescenza; infatti, le scene sono estremamente organizzate, ma gli oggetti rubati denotano immaturità e impulsività, come se avesse uno sviluppo interrotto. A rinvenire le monete sulla riva del lago è stato un uomo tornato nella cittadina in cerca del figlio Leland, di cui non ha più notizie da venti anni; i due abitavano nel canyon e furono costretti a evacuare quando si dichiarò l'intenzione di allagarlo. Garcia fa ricerche sia sul figlio, che sembra scomparso nel nulla da dopo l'alluvione, sia sugli altri due abitanti, scoprendo che il bambino giocava spesso ai pirati con un amico, Jeff Carney, e che Leland è morto annegato proprio nel canyon a 13 anni. A seguito della morte dell'amico, Jeff era diventato violento tanto che a 15 anni i genitori, non essendo più in grado di gestirlo, lo avevano mandato in riformatorio, dove era stato curato con |antidepressivi; si era spostato a San Diego e un mese prima del primo omicidio era tornato a Ramona per ampliare il tesoro. Prentiss comunica al padre di Leland che l'assassino è Jeff, e che suo figlio è purtroppo morto da anni; mentre viene scortato via, l'uomo afferma che avrebbe voluto fosse lui, perché in tal caso avrebbe significato che era ancora vivo. Viene denunciata la scomparsa di un dodicenne che, secondo i genitori, trascorre sempre molto tempo al lago; li individuano su una barca al molo, Simmons chiede rinforzi via radio e affronta l'assassino, intimandogli di lasciare andare il ragazzino. Quello però gli spara addosso, colpendolo due volte, poi spinge il bambino in acqua e fugge. Matt non è stato ferito gravemente grazie al giubbotto antiproiettile, e si tuffa per salvarlo; lui, Rossi e JJ lo guardano riabbracciare i genitori. Lo sceriffo li informa che la barca è stata rintracciata alla deriva senza Jeff, ma Rossi gli dice che non lo troveranno perché si è riunito a Leland; l'altro li ringrazia per l'aiuto. Appena dopo che Tara ha avviato il motore del SUV per partire, si sente uno scroscio che immediatamente si trasforma in un fortissimo acquazzone. 

### Soggetto Ignoto
Jess Carney

### Citazioni
- Un proverbio Lakota dice: "Non parlate del male, perché crea curiosità nel cuore dei giovani." (Matthew Simmons)
- "Dove c’è una rovina, c’è la speranza di un tesoro." Jalal Uddin Rumin (David Rossi)

## Segreti oscuri
- Titolo originale: Full-Tilt Boogie
- Diretto da: Simon Mirren
- Scritto da: Kirsten Vangsness & Erica Messer

### Trama
La moglie del Capo della Polizia della piccola cittadina di Hitchens, nella Virginia rurale, viene percossa quasi a morte e semi - sepolta viva in una fossa di un parco nazionale dopo una serata trascorsa in un locale con delle amiche. Fortunatamente è stata rianimata e ora è in coma indotto in ospedale. Il primo sospettato è un tizio che l'aveva molestata all'interno del locale, seguendola poi all'esterno, che ha scontato una condanna per aggressione sessuale. Rintracciato, viene posto in stato di fermo, ma in seguito rilasciato. JJ, mandata in ospedale per parlare con il Capo, inizia a pensare che nasconda qualcosa e che sia coinvolto in qualche modo: tale credenza si rafforza quando Garcia scopre, dalle cartelle cliniche, che la donna è andata moltissime volte al Pronto Soccorso per presunti incidenti: costole rotte e due aborti spontanei, indicando che probabilmente era vittima di abusi domestici da parte del marito, descritto come assillante da un'amica (durante la serata le aveva inviato ben 42 sms). Egli tuttavia ritiene che qualcuno lo abbia incastrato e chiede all'Agente di assicurare il colpevole alla giustizia. Inoltre, viene fuori che la famiglia si era trasferita a Hitchens un anno prima, dopo che Steve aveva perso la corsa per diventare Sindaco della più fiorente Ashburn. I sospetti si indirizzano in seguito sul Vicecapo Jimmy "Mac" Mackenzie, che potrebbe provare risentimento per essere stato scavalcato nella nomina a Capo da un forestiero; quest'ultimo viene però ucciso da qualcuno che gli spara, infilandogli un fazzoletto in bocca per attutire le grida, mentre è su un ponte dove avrebbe dovuto incontrare una donna di nome Shelly. Gli agenti scoprono che nella cittadina ci sono stati quindici decessi per droga negli ultimi tempi, allora Rossi e Simmons tornano a parlare con il Capo per sapere se la moglie aveva qualche dipendenza. Inizialmente lui non vuole dirlo, ma poi afferma che, a seguito di un aborto un anno prima, il suo medico le aveva iniziato a prescrivere l'ossicodone, smettendo quando lei ne era diventata dipendente. Lui le aveva proposto di andare in riabilitazione, ma lei aveva rifiutato per la vergogna. Aveva continuato ad assumere le pillole perché gliele dava il marito, prescritte a lui dopo una lesione alla schiena. Reid ha terminato il seminario e si riunisce ai colleghi, venendo aggiornato da Garcia, che lo accompagna in ospedale da JJ. Qui, Spencer conforta la figlia maggiore di Trish, Dana, dicendole che anche se ha problemi con la droga, può essere aiutata, e che va bene se lei si arrabbia con lei o la tratta male, se è il suo modo di volerle bene. Finalmente, la donna si sveglia e riferisce che, quando è stata messa nella fossa, sopra di lei c'erano due persone, e una era terrorizzata. Quest'ultima viene identificata in Kat Mackrel, una delle amiche che era con Trish al locale, la quale ha alle spalle una lunga e pesante storia di dipendenza; per questo le è stata tolta la custodia della figlia Justine, affidata alla sorella e a suo marito, e da ragazzina è stata in riformatorio per aver aggredito il padre. La sorella si chiama Michelle, di cui Shelly è il diminutivo, ed è la moglie del medico che aveva prescritto l'ossicodone sia a Steve sia a Trish; gestisce varie linee telefoniche d'emergenza per tossicodipendenti, e aveva saputo di Trish perché quest'ultima ne aveva chiamata una la sera dopo essere rientrata dal locale, avendo paura di ricaderci. Michelle quindi l'ha aggredita per proteggere il proprio traffico di droga, e ha ucciso Mackenzie per non essere smascherata. Inoltre, era stata sempre lei ad aggredire a morte il padre (violento e alcolizzato), e aveva costretto Kat a prendersi la colpa. Prentiss, Tara, Alvez e Simmons arrivano a casa di Michelle proprio nel momento in cui lei ha convinto la sorella ad andare in overdose per suicidarsi dicendole che non sarebbe mai stata in grado di essere una buona madre per Justine; la arrestano mentre i paramedici soccorrono Kat iniettandole il Narcan. Tornati alla base, la BAU festeggia il Capodanno (anche se in ritardo di qualche giorno) grazie a Garcia, la quale ha allestito una cena nella stanza dei briefing.

### Soggetto Ignoto
Shelly Gorman

### Citazioni
- "I miei segreti oscuri sono potenzialmente letali. Sacche di infelicità congelate nel passato che continuano a crescere." Sue Townsend (Emily Prentiss)
- "Credo che lo spirito presente in tutti noi abbia un’enorme capacità di sopravvivenza." Amanda Lindhout (Jennifer Jareau)

## Una luna crudele
- Titolo originale: Bad Moon on the Rise
- Diretto da: Christoph Schrewe
- Scritto da: Karen Maser

### Trama
Alvez è in un ristorante per un appuntamento al buio organizzato dal suo ex partner Phil Brooks e sta facendo la conoscenza di una donna, Lisa Douglas (dottoressa nella stessa clinica dove Phil fa fisioterapia), quando si accorge che Garcia sta tentando di attirare la sua attenzione dalla soglia. La presenta a Lisa spiegando che è una sua collega venuta ad avvertirlo che c'è un nuovo caso. L'assistenza della BAU è richiesta a New York: all'interno di Central Park un assicuratore che faceva jogging è stato sventrato ed eviscerato post mortem in modo selvaggio e brutale; un mese prima è accaduto al membro di una gang. Entrambe le vittime hanno la carotide recisa e segni di morsi canini; tutti e due gli omicidi sono stati compiuti in una notte di luna piena. Mentre la squadra è in volo, Garcia ne riporta un terzo, stesso modus operandi e stessa luna piena. Gli esami del medico legale rivelano che la saliva dei morsi canini è umana, perciò si inizia a pensare che il colpevole si creda una sorta di lupo mannaro, ma Tara afferma che probabilmente soffre di licantropia clinica, una rara sindrome che induce chi ne è affetto ad assomigliare a un animale. Viene fermato un ragazzo, che era stato notato dalla Polizia su una panchina con indosso un giaccone insanguinato: JJ e Alvez lo interrogano e lui dice di essere andato lì per fumare erba e che poi si era addormentato; a un certo punto si era avvicinato un uomo, il quale lo aveva coperto con il giaccone. Se inizialmente si credeva che l'SI fosse un difensore della morale, le dichiarazioni del ragazzo fanno cambiare idea: dato che con lui si è mostrato premuroso è chiaro che egli abbia subìto una perdita proprio nel parco, e che le anfetamine e l'MDA rinvenute attraverso la saliva gli abbiano causato una psicosi da droga. Avvengono altri due delitti: un venditore di hot dog e una donna, entrambi con la gola squarciata, con la particolarità cha alla donna sono state staccate due dita. Simmons e Alvez fanno un turno di appostamento per verificare se l'SI rischierebbe di ricomparire sapendo dello spiegamento di forze e durante la sorveglianza Alvez parla a Simmons di una ragazza con cui è uscito. Garcia identifica il Soggetto Ignoto: si tratta di un uomo che ha perso il figlio due anni prima, ucciso da un rapinatore per difendere i genitori, con i quali stava tornando a casa passando per il parco. Durante la colluttazione tra il figlio e il rapinatore, il padre era rimasto immobile senza reagire, e la moglie lo ha incolpato di codardia; l'uomo aveva cominciato ad assumere droghe per lenire il senso di colpa, cadendo in depressione, peggiorando quando la moglie aveva chiesto il divorzio un mese prima. Prentiss e Rossi si recano a casa di quest'ultima, dove lei ora convive con un altro uomo, la quale racconta che il marito l'aveva avvicinata quel pomeriggio dicendole che era cambiato. Intanto, lui rapisce il ragazzo del giaccone e si rifugia in una cavità del parco. Prentiss fa venire la moglie e la fa parlare con il marito: sanno che non farà del male a Chad perché vuole proteggerlo come non è stato in grado di fare con il figlio, e la donna assicura che non pensava davvero ciò che gli aveva detto la sera della morte del figlio. Alla fine l'uomo lascia libero il ragazzo e viene arrestato. Tornati a Quantico, Alvez e Lisa hanno un secondo appuntamento al biliardo, dopo che lei gli aveva comunicato di non averlo richiamato perché si era sentita ingannata che lui le avesse mentito sul fatto di avere una figlia, equivoco successivamente chiarito. 

### Soggetto Ignoto
Mitchell McCord 

### Citazioni
- "La luna che devia dal suo corso, avvicinandosi più del solito alla terra. E fa impazzire gli uomini." William Shakespeare (Tara Lewis)
- Curt Siodmak ha scritto: "Anche un uomo puro di cuore, che prega con fervore, lupo divien se la luparia è in fiore e la luna d’autunno è al suo splendore". (Luke Alvez)

## La cura
- Titolo originale: Cure
- Diretto da: Glenn Kershaw
- Scritto da: Christopher Barbour

### Trama
A Georgetown, il socio di una società di gestione finanziaria viene ucciso da 36 ferite da taglio frastagliate ma superficiali, mentre una sua collega viene trovata legata ma illesa; l'uomo è stato messo in posa di fronte al muro su cui è stato riprodotto, con il sangue, il disegno di un bastone con due serpenti intrecciati, che Reid identifica subito come il bastone di Asclepio. L'arma con cui è stato pugnalato è tipica del Sud-Est Asiatico, e visto il notevole numero delle ferite, si ipotizza che l'assassino possa avere un passato militare, oltre che essere molto arrabbiato. Arriva anche una telefonata al 911 in cui una voce misteriosa dice: "Voi siete la malattia, e noi siamo la Cura"; per l'uso del plurale, la BAU valuta la possibilità che si tratti di un gruppo terroristico interno. Tara e Alvez interrogano, in ospedale, la socia lasciata illesa, la quale riferisce che l'SI era vestito completamente di nero, portava un passamontagna e un paio di occhiali protettivi come quelli da sciatori. Il medico legale estrae dalla gola della vittima un oggetto appallottolato, che si rivela essere un foglio con scritto un codice cifrato, costituito da lettere di quattro differenti alfabeti: greco, latino, cirillico e coreano. Garcia e Reid iniziano a esaminarlo, scoprendo in poco tempo che si tratta di un cifrario di Cesare: la decifrazione consente di leggere quello che viene denominato Manifesto di Asclepio, da cui Reid deduce che chi scrive intende colpire persone del mondo di legge, finanza e religione, e che il suo messaggio è diretto specificamente all'FBI, ma non è un gruppo bensì un singolo individuo. Viene ucciso un terzo uomo, e lo stesso simbolo rinvenuto su un muro all'uscita dell'ufficio; anche questo contiene un crittogramma, ma non è un cifrario di Cesare, bensì uno più complesso; successivamente Garcia individua la chiave per decifrarlo. Il Soggetto Ignoto è arrogante, ha bisogno di affermare il proprio potere e di mostrare di avere un intelletto superiore; le vittime sono molto probabilmente sostituti di una figura della sua vita. Un giudice impiegato presso la sezione Servizi Sociali del Tribunale viene aggredito sui gradini davanti a casa ma non resta ucciso perché la fidanzata apre la porta e chiama il 911, facendo scappare l'assassino. In ospedale, Alvez e Tara conoscono la moglie del giudice e i due figli: la coppia è ancora legalmente sposata perché alla donna è stato diagnosticato un cancro, e sebbene sia in remissione da sei mesi, il marito ha deciso di starle accanto pur essendosi separati due anni prima, nello stesso periodo in cui lui ha iniziato a frequentare Elena Duran, la fidanzata. Reid ricorda di come, nel primo "Manifesto", l'autore si vantasse di una vittima non considerata, perciò conclude che "Asclepio" è una messinscena, il movente è più personale. Di qui si arriva a identificare l'SI nel figlio maschio del giudice, che a causa di problemi disciplinari è stato mandato per un po' in un collegio militare, e congedato con disonore dall'esercito. Non ha mai accettato la nuova relazione del padre, soprattutto a seguito della diagnosi della madre, e ha ucciso uomini d'affari per esternare la propria rabbia. La fidanzata scompare, e gli agenti sanno che è stata rapita dal ragazzo che vuole punirla per aver separato i genitori; Simmons e JJ lo interrogano facendo leva sulla sua personalità narcisistica e si fanno dire il luogo dove ha portato Elena. Si precipitano lì, ma lei purtroppo è già morta per le ferite. Emily conforta JJ, dicendole che se mai avrà bisogno di parlare, lei ci sarà. Jennifer chiede all'amica se deve preoccuparsi per l'incontro con la Vice Direttrice Linda Barnes, ma Prentiss risponde di no, finché c'è lei al comando. Nella scena finale, JJ si presenta nell'anticamera dell'ufficio della Barnes, questa esce e, dopo essersi scusata per l'ora tarda, le comunica che Prentiss è stata posta in congedo cautelare. 

### Soggetto Ignoto
Rafael Taveras

### Citazioni
- " È impossibile soffrire senza far pagare a qualcuno la sofferenza. Ogni lamento contiene già una vendetta." Friedrich Nietzsche ( Dott. Spencer Reid)

## Miasma
- Titolo originale: Miasma
- Diretto da: Leon Ichaso
- Scritto da: Erica Meredith

### Trama
Nell'ufficio della Barnes, questa comunica a JJ che Prentiss è stata messa in congedo cautelare in attesa di una verifica interna in quanto è imminente il primo anniversario dell'arresto di Reid in Messico, e in questi momenti è una procedura operativa standard che si presenti un resoconto completo di tutte le operazioni condotte da un certo evento, aggiungendo che sarà lei Capo ad interim e che le è stato chiesto di riesaminare i casi della BAU per assicurarsi che seguano il protocollo. Prima di congedarla, la prega di non informare Emily del loro incontro, poiché si vedranno la mattina seguente. Uscita dall'ufficio, Jennifer riceve una telefonata proprio dall'amica, che la avverte di un nuovo caso, e non volendo mentirle, la informa di essere stata convocata dalla Vice Direttrice. La nuova indagine li porta a New Orleans, Louisiana: nel cimitero più antico della città, sono stati trovati dieci corpi bruciati all'interno di una fossa comune in una cripta vandalizzata. Poiché lì è seppellita una figura importante del vodoo locale e la cripta presenta caratteri vodoo, inizialmente si pensa che possa trattarsi di un qualche rituale di questa religione. In volo, i membri dell'Unità discutono della Barnes e di ciò che potrebbe avere in mente, avendo prima convocato JJ e poi Prentiss, e considerando che è lei la responsabile dello smantellamento dell'IRT. Reid crede che sia per colpa dell'anniversario dell'arresto, ma JJ assicura che è una verifica annuale, che loro seguono le regole, e che adesso devono concentrarsi per dare giustizia alle vittime. Appena la BAU arriva al Dipartimento di Polizia, cinque corpi sono stati identificati: di due era stata denunciata la scomparsa dieci giorni prima e avevano un lavoro stabile, tre erano senzatetto visti l'ultima volta nel Quartiere francese; sono tutti di generi, età, razze e status socioeconomici differenti, perciò non sono sostituti di qualcuno. La caratteristica comune è che a tutti è stato drenato il sangue. Viene scoperto un altro corpo bruciato, sempre in una tomba ma in un diverso cimitero; JJ vi si reca con Alvez e notano tracce di accelerante. La causa della morte di tutte le vittime è dissanguamento per via della carotide recisa con un coltello, ma le analisi rilevano anche dosi letali di chetamina. Vi è quindi una contrapposizione tra la violenza estrema e una morte relativamente indolore. Ne vengono identificate altre due: un dentista e una ragazza fuggita di casa, i numeri quattro e cinque. A una fermata d'autobus, un autista viene fatto salire su un furgone, drogato con chetamina e portato in un garage; l'uomo tuttavia riesce a sopraffare l'assassino e a scappare sul furgone (rubato a Houston otto anni prima). Disorientato dalla droga, fa un incidente riportando solo ferite lievi; quando gli agenti giungono sulla scena, riferisce che il Soggetto Ignoto indossava lunghi guanti neri e una maschera a punta. Essi rintracciano il garage, all'interno del quale non emergono impronte o fibre, ma viene trovata la maschera, che Reid classifica come "maschera a becco veneziana". Ciò, unito ai luoghi di sepoltura, alla combustione dei corpi e al fatto che l'autista ricorda di essere stato male prima del rapimento, fa capire che l'SI si considera un medico della peste dell'era moderna, volendo liberare le strade dagli infetti e fermare la diffusione del contagio. Tale fissazione su queste antiche pratiche mediche implica che il Soggetto Ignoto o un suo caro potrebbero avere subìto una perdita a causa di una malattia, oppure potrebbe incolpare la medicina moderna di non aver salvato questa persona. Da un bouquet di fiori secchi rinvenuto sul furgone del Soggetto Ignoto si risale a una signora: è stata lei a mandarli al figlio di un'amica deceduta tre settimane prima per l'esposizione alla muffa nera. Il palazzo in cui vivevano, infatti, non era mai stato né pulito né aerato a seguito del passaggio dell'uragano Katrina, e la madre si era ammalata; insieme ad altri inquilini, avevano querelato il proprietario per negligenza e danni fisici, ma erano stati ignorati sia da lui che dalle compagnie assicurative. Successivamente, il palazzo era stato demolito e al suo posto era stato costruito un bar. Una dottoressa viene pugnalata alla schiena e bruciata, anche l'ambulatorio dato alle fiamme: il Soggetto Ignoto, il figlio della deceduta, se la prende ora direttamente con i professionisti della medicina e si intuisce che colpirà il proprietario dell'immobile, Walter Trudeau. JJ e Rossi vanno al locale jazz dove quest'ultimo trascorre le proprie giornate: l'SI è arrivato prima e minaccia di dare fuoco all'edificio; mentre Rossi passa dal retro, JJ lo affronta, e riesce a farlo desistere dal proprio intento facendolo arrestare. Il colloquio di Prentiss con la Vice Direttrice Barnes si rivela in realtà, invece di un'ispezione interna di routine, una caccia alle streghe, in quanto la Barnes fa ripercorrere all'agente ogni decisione da lei presa dal momento in cui è diventata Capo Unità, contestandole una per una. Durante una pausa, Rossi chiama Emily per informarsi e le assicura che ha il sostegno di tutta la squadra, raccomandandole di non farsi mettere i piedi in testa. Il colloquio riprende ed Emily prende le difese di tutti, per poi fare il profilo alla Barnes dicendole che è ambiziosa e ostenta potere non perché teme di non averne, ma perché per lei non è mai abbastanza. Al ritorno dei colleghi Prentiss annuncia di essere stata sospesa dal servizio attivo a tempo indeterminato e di aver riconsegnato pistola e distintivo; JJ continuerà a essere Capo Unità "ad interim", ma da quel giorno la Vice Direttrice supervisionerà personalmente il loro lavoro, e che sono ufficialmente sotto indagine.

### Soggetto Ignoto
Kevon Winters 

### Citazioni
- "La mia ferita è la geografia. Essa è anche il mio ancoraggio, il mio porto sicuro." Pat Conroy (Emily Prentiss)
- "Siamo tutti intrappolati in ragnatele tessute molto prima che nascessimo." William Faulkner (Jennifer Jareau)

## Annientatore
- Titolo originale: Annihilator
- Diretto da: Rob Bailey
- Scritto da: Erik Stiller

### Trama
JJ è a disagio per dover sostituire Prentiss nel ruolo di Capo Unità e si sfoga con Rossi, il quale è comunque certo che saprà gestirlo. Arriva intanto un nuovo caso: a Saint Louis, Missouri, quattro coinquilini di una casa in affitto sono stati prima legati e imbavagliati, poi brutalmente accoltellati in quella che la Polizia locale ha classificato come rapina finita male. Arriva la Barnes dicendo di aver chiamato per offrire l'aiuto dell'Unità perché quello è esattamente il genere di caso che loro dovranno accettare ora che lei li supervisiona: che facciano buona pubblicità, siano visibili per l'opinione pubblica, e siano veloci e facili da risolvere cosicché l'FBI dia una immagine positiva di sé. Aggiunge che andrà con loro a Saint Louis: malgrado non sia una profiler, è convinta che un punto di vista diverso possa essere utile, e loro non devono assolutamente vederla come una nemica. Reid non ha intenzione di stare a guardare mentre lei distrugge la carriera di Emily, e si tira fuori. Atterrati a destinazione, la Barnes si comporta da subito in modo arrogante e primeggiante con la Polizia locale; inoltre, tasta il terreno con i membri della squadra per verificare se siano pronti a un cambiamento, mascherandolo con tentativi di conversazione. A Washington, Spencer va a fare visita a Emily, la quale nel proprio appartamento ha iniziato a impacchettare le proprie cose: infatti pensa che nonostante tutto la sospensione sia arrivata in un momento opportuno per licenziarsi e tornare all'Interpol. Non approva ciò che il collega ha fatto ribellandosi alla Barnes, perché così le sta solo fornendo un altro motivo per tenerli d'occhio, ma lui replica che doveva farlo per ricambiarla di averlo protetto in Messico, e vuole sapere come mai se è lei a volersene andare è giusto, mentre se è lui è sbagliato. Allora Emily gli confessa che è diverso perché aveva cancellato l'intervista cognitiva a cui lo aveva sottoposto mentre era ancora in arresto: ha oltrepassato un limite che non avrebbe dovuto superare. Reid non accetta che lei non voglia lottare e prova a farla ragionare assicurandole il proprio sostegno, ricordandole i nomi delle persone da lei salvate da quando è diventata Capo Unità, e chiedendole di salvarne ora altre sette. Alla fine, lei rimette a posto gli oggetti dagli scatoloni e si abbracciano. In Missouri, si scopre innanzitutto che altre tre persone vivono nella casa del massacro, e in quel momento non c'erano; notando una finestra rotta dall'interno, diventa chiaro che l'effrazione è una farsa e che il colpevole è uno del gruppo. Una dei tre assenti viene interrogata e la Barnes pretende che accusi un altro ragazzo, che ha dei precedenti per violenza e Tara si oppone perché l'interrogatorio viene pilotato. Il presunto sospettato viene trovato morto: ha lasciato un biglietto in cui confessa i delitti, ma gli agenti capiscono che è stato incastrato da qualcuno che conosceva bene tutto il gruppo. La Barnes ordina a Tara di non dire alla ragazza della morte del ragazzo, e l'Agente esegue, pur in disaccordo. Si delinea il profilo di uno sterminatore di famiglie, narcisista ma disponibile ad aiutare anche se non richiesto. Da alcuni commenti negativi postati online si risale a un ragazzo, Justin, che desiderava vivere con gli altri ma non era mai stato accettato; è innamorato di Corinne, una di quelle scampate al massacro, e per averla tutta per sé li ha uccisi. JJ telefona di nascosto a Prentiss per un consiglio, e quest'ultima le suggerisce di amplificare l'ego dell'SI interagendo con lui. Viene allestito un centro di comando mobile nel parcheggio dell'aeroporto, dove è arrivata Corinne che viene messa al sicuro. Tara e Alvez iniziano a parlare con Justin, ma lui tira fuori una pistola e afferma di voler vedere la ragazza; gli agenti non possono lasciarglielo fare, ma all'improvviso alle loro spalle compare la Barnes insieme a Corinne, che ha preso autonomamente l'iniziativa, scavalcando JJ. Effettivamente Justin sta per spararle, costringendo Tara e Alvez a sparargli a loro volta per salvare la ragazza. Sul volo di ritorno, JJ è furiosa e scoppia un'accesa discussione tra lei e la Vice Direttrice, la quale dichiara che consegnerà il proprio rapporto al Direttore in cui sarà scritto che la morte del ragazzo è stata conseguenza di una strategia sbagliata di JJ; quest'ultima propone di mostrare al Direttore entrambi i rapporti, e che sia lui a stabilire chi abbia ragione; aggiunge che, anche se la Barnes vorrà sciogliere la BAU, JJ si assicurerà di farla finire in disgrazia con loro. Giunti a Quantico trovano Prentiss e si organizzano per andare a bere qualcosa nel loro locale preferito ma il Direttore, che ha già parlato con la Barnes, decide di ristrutturare l'Unità di Analisi Comportamentale. Di conseguenza la sospensione di Prentiss viene revocata, Tara e Reid vengono riassegnati, Rossi viene mandato in pensionamento anticipato, Garcia in un'altra sezione e Simmons e Alvez restano alla BAU, di cui JJ viene nominata Capo Subordinato.

### Soggetto Ignoto
Justin Franco 

### Citazioni
- "I litigi in famiglia sono molto spiacevoli, non seguono alcuna regola. Non sono come lividi o ferite. Somigliano a screpolature della pelle che non guariscono per mancanza di tessuti." Francis Scott Fitzgerald (Emily Prentiss)

## Ultimo respiro
- Titolo originale: Last Gasp
- Diretto da: Adam Rodríguez
- Scritto da: Stephanie Sengupta

### Trama
Sono trascorse due settimane dalla ricollocazione dei membri dell'Unità di Analisi Comportamentale, e ciascuno è alle prese con varie problematiche nei nuovi incarichi: Tara deve fare terapia alle coppie di partner del Bureau, le quali la considerano inutile; Rossi, posto in pensionamento anticipato, sta facendo da consulente su un set cinematografico; Reid insegna nei programmi di scambio, ma la maggioranza degli allievi non è nemmeno iscritta al corso, è venuta solo per lui; Prentiss è forse quella ad aver avuto la punizione peggiore, essendo stata assegnata all'OPR con un partner sgradevole; Garcia è stata trasferita alla Sezione Crimini Informatici, a occuparsi di casi semplici quali truffe online e furti d'identità. Alvez, Simmons e JJ sono rimasti alla BAU, con quest'ultima Capo Subordinato e l'obbligo di passare per la Barnes per ogni decisione. Proprio JJ è intenta a presentare alla Vice Direttrice dei potenziali casi, tutti puntualmente rifiutati in quanto non sono ad alta visibilità per una squadra d'élite com'è la BAU; Jennifer rimarca che da quando lei li supervisiona, 26 persone sono decedute perché non ha permesso loro di svolgere il proprio lavoro, e che deve lasciarglielo fare, ma la Barnes è ostinata. Poi JJ, frustrata, rimprovera il nuovo tecnico informatico perché non ha approfondito una ricerca quanto avrebbe dovuto. Spulciando il computer per trovare delle fatture false da archiviare, Garcia si imbatte in un cloud contenente tre fotografie della stessa ragazza sulla ventina, bruna, scattate in tre diversi momenti: una prima spontanea, la seconda in cui indossa una sottoveste di seta e dove appare disorientata e traumatizzata e infine la terza e ultima in cui è evidentemente morta per un colpo di pistola al costato, in posa all'interno di quella che sembra una bara. Naturalmente le tre foto fanno scattare un allarme in Garcia, che crede si tratti di un delitto seriale e, confrontandone i metadati, scopre che tutte le ragazze sono state tenute prigioniere per tre giorni prima di essere uccise. Si reca dal Capo della Sezione Crimini Informatici per convincerlo che le foto sono reali, ma per lui sono state ritoccate con photoshop, anche se le suggerisce di portarle alla BAU. JJ va nell'ufficio della Barnes facendole notare l'espressione di terrore sul volto della terza ragazza e che lei è in grado di riconoscere se un trauma esiste oppure no, e in quella circostanza esiste, spiegando che potrebbe essere la prossima vittima, la numero 27, ma la Barnes continua a ritenere che le ragazze siano vive e abbiano semplicemente posato per foto feticiste, assumendosi il rischio di farla uccidere. JJ allora varca le porte a vetri dell'Unità di Analisi Comportamentale come una furia, per l'indifferenza e il disprezzo della donna; Alvez e Simmons se ne accorgono e chiamano immediatamente Rossi e Reid, e la squadra si riunisce nell'appartamento di Prentiss. Dopo un istante di gioia per essere di nuovo insieme, decidono di indagare di nascosto dalla Barnes. Rossi e Simmons si recano nella prigione in cui è detenuto l'uomo di cui è il cloud all'interno del quale sono state trovate le foto (successivamente vendute ad altri sul dark web), ma non ricavano niente di utile, solo che le ha ricevute da un tizio che sosteneva di possederne molte altre. Osservando attentamente lo sfondo della prima foto della prima serie, JJ e Alvez iniziano a setacciare gli alberghi di lusso della zona di Washington; in uno notano, appeso nella hall, lo stesso quadro che appare sullo sfondo. Il receptionist riconosce le ragazze in clienti abituali che vengono accompagnate da uomini facoltosi e pagano in contanti; sono quindi escort. Esaminando un'altra foto, gli agenti capiscono che il luogo di prigionia è probabilmente una cantina per conservare il vino, mentre vengono caricate altre foto della terza ragazza (la cui serie era infatti incompleta) e quelle di una probabile quarta vittima. Reid deduce che chi le ha scattate vuole custodire il frame del loro momento di massima paura, e di quello in cui la luce abbandona i loro occhi. Dalle indagini di Garcia emerge un precedente caso di otto anni prima: una ragazza rinvenuta morta per overdose di eroina sul letto di una suite, che indossava la stessa lingerie di seta bianca delle vittime attuali nella bara; all'interno della suite era stata rilevata la presenza di sette uomini che avevano avuto, a turno, rapporti sessuali con lei. Il rapporto di questo caso, classificato come suicidio, tuttavia è stato secretato dall'agente all'epoca al comando delle indagini, che è proprio Linda Barnes. È necessario quindi richiederne a lei l'accesso, ma la squadra è consapevole che se lo faranno, saranno costretti ad ammettere che stanno indagando in segreto. JJ va da lei, che naturalmente si infuria e nega l'accesso, licenziando JJ. In una delle foto si individua una bottiglia di vino di una marca estremamente rara, che, Garcia scopre, è stata venduta all'asta a un certo Kevin Peck, la cui madre spogliarellista aveva sposato George Ferguson. Kevin si era innamorato della sorellastra Tracy, la quale postava online commenti su quanto non sopportasse la matrigna e faceva uso di droga. Al contrario di lei, Kevin aveva deciso di essere obbediente, tanto che il patrigno aveva istituito un fondo fiduciario da 150.000 dollari a cui lui avrebbe avuto accesso al compimento dei 18 anni; il ragazzo però aveva spostato i soldi sul conto di Tracy per contribuire alla sua dipendenza, ed era diventato amico di Jessica Mayhew, figlia di un Senatore della stessa età e aspetto della sorellastra. Nel 2010 (appunto otto anni prima), George Ferguson aveva interrotto il sostegno economico a Tracy per indurla a smettere di drogarsi, e lei aveva iniziato a prostituirsi. Una sera era andata insieme a Kevin e sette altri uomini in un hotel di lusso, e Kevin era rimasto a guardarla fare sesso con ognuno di loro. Quando era giunto il suo turno, Tracy lo aveva respinto, lui era scattato e le aveva iniettato una dose letale di eroina, uccidendola. Le successive vittime, escort brune e caucasiche, sono quindi surrogate di Tracy, e attraverso di loro lui ha rivissuto il suo omicidio: trovate in hotel a cinque stelle, tenute prigioniere nel seminterrato di casa, vestite con la lingerie di seta bianca, uccise da un colpo di pistola al costato, messe in posa all'interno di casse, i corpi infilati in sacchi per cadaveri e infine inceneriti in una fornace. Nel frattempo, il Senatore Alfred Mayhew lancia un appello televisivo per la scomparsa della figlia Jessica; gli agenti concludono che Kevin debba averla portata nella suite dell'hotel in cui è morta Tracy. Infatti Alvez e Simmons vi irrompono trovando la ragazza immobile perché lui le ha iniettato l'eroina (le aveva sussurrato che Tracy non aveva mai lasciato che lui la toccasse), e Kevin che piange; mentre Alvez controlla il battito di Jessica, Simmons lo arresta e lo scorta fuori. Il Senatore è talmente riconoscente alla BAU per avergli salvato la figlia che assicura che, non appena rientrato al Senato, restituirà all'Unità pieno organico e risorse, reintegrando a tutti gli effetti Prentiss come Capo e autorizzandola a riassumere chi vuole. Lei riassume JJ e i colleghi che erano stati ricollocati, mentre Mayhew avvisa la Barnes che desidera vederla l'indomani mattina. Impacchettando uno scatolone con i propri pupazzetti e oggettini che aveva preso con sé ai Crimini Informatici, Garcia ringrazia Anita, la sua vicina di cubicolo, per l'aiuto durante il caso (aveva distratto il Capo per consentire a Penelope di fornire informazioni alla squadra), regalandole il suo unicorno, per il quale lei aveva mostrato interesse da subito. L'episodio termina con i membri della BAU che tornano a Quantico.

### Soggetto Ignoto
Kevin Peck 

### Citazioni
- "La morte è madre di bellezza. Lei, e lei sola, esaudirà i nostri sogni e desideri." Wallace Stevens (Jennifer Jareau)

## Dietro la maschera
- Titolo originale: The Capilano's
- Diretto da: Matthew Gray Gubler
- Scritto da: Erica Messer

### Trama
L'Unità di Analisi Comportamentale è chiamata a Guymon, in Oklahoma, dopo che due case sono state svaligiate e i due proprietari uccisi nel corso di due settimane. Entrambi gli uomini erano sposati, grandi lavoratori e avevano figli, ma entrambi i bambini sono stati risparmiati. Le bocche sono state tagliate in modo da sembrare che sorridano. Dylan Wilson, il figlio di sette anni della seconda vittima Mark Wilson, ha assistito all'omicidio ed è rimasto in camera accanto al corpo del padre fino al mattino successivo. Prima di smettere di parlare per il trauma, ha riferito che a uccidere il padre è stato un clown. Dopo l'atterraggio, Reid si reca in ospedale con la speranza di riuscire a ricavare altre informazioni; la madre è lì, e gli chiede subito se Dylan ricomincerà a parlare. Reid risponde che ciò che il bambino è affetto da dissociazione, ma riesce a farlo aprire chiedendogli di fare dei disegni. È necessario capire se il clown sia un modo per esorcizzare una paura oppure se è reale. JJ e Rossi rinvengono un coltello in casa, perciò l'SI è un impulsivo: ha utilizzato il primo oggetto che ha visto. In ospedale, Dylan disegna sul foglio un clown ricco di dettagli e colori, indicando che è assolutamente reale. Reid crede che il volto possa essere dipinto a mano e che l'intero costume sia un'imitazione di un clown professionista degli anni '50, quindi comincia a sfogliare libri in cui sono raccolte innumerevoli immagini per individuare quella corrispondente al disegno. Nel frattempo, gli altri si domandano il motivo del travestimento: esso potrebbe rappresentare l'alter ego dell'SI, o servire a farlo sentire sicuro di sé; ciò, unito al fatto che è animato da una missione, potrebbe farlo diventare compulsivo. Garcia scopre tre rapine senza vittime avvenute in Colorado, accomunate dal simbolo di una faccina sorridente disegnato sulle porte delle case. Viene uccisa una coppia di genitori, Jon e Bella Richardson, e i figli anche stavolta risparmiati; l'assassino era già entrato in casa. Si inizia a considerare la possibilità che esistano due clown, uno che ruba e compie i delitti, e l'altro che guida il veicolo della fuga. Quest'ultimo è sottomesso e potrebbe non sapere che il dominante uccide. Egli vuole che alle vittime resti una cicatrice permanente e potrebbe avere la stessa, segno probabilmente di un'infanzia di abusi. Il travestimento da clown è indice di un comportamento antisociale. Viene fermato un tizio vestito da clown, il quale non riconosce il disegno di Dylan; non è coinvolto negli omicidi. Avviene poi un'altra effrazione, questa volta solo tentata perché il proprietario della casa spara con il proprio fucile mettendo in fuga gli aggressori prima che possano rubare, anche se viene leggermente ferito a una spalla. Dai filmati delle telecamere si ha la conferma che gli SI clown sono effettivamente due. Reid torna in ospedale per verificare se il bambino ricordi altro dell'assassino del padre; all'improvviso Dylan parla (per la gioia della madre) e dichiara che il clown indossava una camicia di jeans e odorava di cavallo. Poiché sotto le unghie della seconda vittima sono state rilevate tracce di trucco teatrale, l'attenzione degli agenti si concentra quindi sui clown da rodeo e sui circhi itineranti, individuando uno schema negli eventi di questo tipo nei centri civici delle cittadine, che dal Colorado si sono spostati in Oklahoma. Simmons e JJ vanno a quello più vicino, scoprendo che gli SI sono i fratelli Sal e Tony Capilano, licenziati una settimana prima e disoccupati da mesi poiché il circo in cui erano impiegati aveva chiuso. Il loro padre era un alcolizzato e un violento, e una volta ha tagliato il volto di Sal lasciandogli una cicatrice; poi aveva ucciso la madre e li aveva abbandonati, rendendoli orfani esattamente come i bambini risparmiati nei delitti. Per loro, ma soprattutto per Sal, perdere il lavoro è stato come perdere l'identità, e lui progettava di rubare abbastanza soldi da cominciare una nuova vita da qualche altra parte con il fratello, il quale tuttavia ora si è costruito una famiglia con moglie e figlio. A un circo dove Tony si è fermato per chiedere un lavoro al proprietario, arriva Sal ubriaco, il quale accusa Dina (moglie del fratello) di volerlo allontanare da lui; inizia quasi a strangolarla quando sopraggiunge Tony, e i due iniziano a picchiarsi, finché quest'ultimo non punta una pistola contro Sal, che disteso a terra lo deride. Arrivano Simmons e JJ che li arrestano. Alla Centrale di Polizia, Tony saluta la moglie e spiega al figlio Mikey che dovrà stare via per un po', e che la mamma si prenderà cura di lui. Dylan lo invita a disegnare con lui, poi gli regala un disegno e lo abbraccia mentre le rispettive madri assistono alla scena.

### Soggetto Ignoto
Tony e Sal Capilano

### Citazioni
- "In questo senso, le maschere sono meravigliosamente paradossali. Anche nascondendo la realtà fisica, possono mostrarci come una persona voglia essere vista." Joanna Scott (Dott. Spencer Reid)
- Christopher Marlowe ha detto: "Non è in nostro potere amare o odiare, perché la volontà in noi è sconfitta dal fato." (Dott. Spencer Reid)

## Danza d'amore
- Titolo originale: The Dance of Love
- Diretto da: Joe Mantegna
- Scritto da: Bruce Zimmerman

### Trama
Prentiss e Garcia stanno facendo uno spuntino nell'ufficio di Emily. Entra Rossi e chiede qualche giorno di permesso perché ha ricevuto inaspettatamente una telefonata da Krystall Richards, la sua terza ex moglie, la quale si trova a Washington per l'imminente matrimonio della figlia Portia e vorrebbe incontrarlo. Prentiss gli consiglia di andare, mentre loro si occuperanno del caso odierno. A Chicago, Illinois, due vittime femminili pugnalate alla schiena con un paio di forbici da giardinaggio: la prima è stata anche strangolata post mortem e accanto è stata trovata una collanina di perle; alla seconda è stata infilata a forza la testa nel forno ante mortem, insieme a una stecca di sigarette lasciata bruciare. Essendo di età, razze e stili di vita differenti, non sono sostitute di una figura specifica: la prima, Amanda Corliss, era sui vent'anni e di famiglia ricca, era una festaiola, faceva uso di alcol e droghe ricreative, e passava tranquillamente da un ragazzo all'altro. La seconda, Muriel Gourse, era un'insegnante delle medie sposata che viveva in periferia. Entrambe però avevano una rosa rossa in bocca, collocata dall'assassino. Seguono un terzo e un quarto omicidio, quello di un'infermiera privata, molto riservata e frequentante la chiesa: stessa insolita firma (la rosa in bocca) e lacerazioni da punta, secondo il medico legale di uno stiletto, oltre a segni di legature post mortem; il corpo è stato completamente bagnato di rum e coca cola; la donna più recente è stata sempre pugnalata e poi annegata nella vasca della fontana nel giardino di casa, sul cui fondo giacciono tre monete. Poiché la collana trovata sulla prima scena del crimine era semplice bigiotteria, e Amanda invece amava i gioielli costosi, gli agenti pensano che il Soggetto Ignoto abbia punito le vittime per i loro vizi, ma Tara ha un'illuminazione: tutti gli oggetti lasciati sulle scene fanno riferimento a titoli di canzoni romantiche degli anni '30, '40 e '50, perciò la musica pop di quel periodo è estremamente importante per il rituale dell'SI. Egli viene descritto sfrontato e sicuro di sé, il tipo da cui ci si fa coinvolgere facilmente nelle situazioni sociali e che potrebbe essere/essere stato sentimentalmente legato a ciascuna vittima. Nel frattempo, Rossi va all'incontro con Krystall, che dopo aver ricordato il passato e avergli chiesto della figlia e del nipotino, lo invita al matrimonio di Portia; più tardi lei, la figlia e il promesso sposo Wick Rollins vanno a trovare l'Agente alla BAU e conoscono Garcia. Tuttavia, Rossi percepisce che c'è qualcosa che non va in Wick, e chiede a Penelope un controllo dei precedenti. In Illinois, Reid deduce che l'intervallo di tempo che viene sfruttato dal Soggetto Ignoto è la notte, in quanto tre delle vittime erano sveglie quando il resto del mondo dormiva; si conclude che è un deejay di un programma in onda appunto di notte, che potrebbe aver ucciso le donne che lo hanno respinto, e che sicuramente coltiva proprie rose. Garcia ne individua effettivamente uno, Craig Kaline, impiegato presso un'emittente di internet con un programma notturno chiamato The Dance of Love, che trasmette proprio canzoni romantiche degli anni '30, '40, '50 su richiesta delle ascoltatrici. JJ e Simmons si recano nella sede dello show e parlano con il socio di Craig, il quale dice loro che moltissime donne gli scrivono lettere d'amore; aggiunge che la canzone più recente che è stato chiesto di trasmettere è da parte di una certa Janice Fox, la nuova amante di Craig. Gli agenti si precipitano a casa di Janice, trovando sul letto Craig morto, torturato con un'arma da taglio, cosparso di petali di rose rosse e con un braccialetto accanto; della ragazza nessuna traccia. L'SI è la moglie di Craig, Cheryl, la quale aveva scoperto le lettere d'amore, rendendosi conto che lui la tradiva e, percependo le amanti come minacce, aveva deciso di ucciderle, lasciando sulle scene un oggetto che riconducesse alle canzoni da loro richieste. Per il rinnovo delle promesse, Craig aveva regalato alla moglie un braccialetto; lei si era agitata quando lo aveva perso, ma in realtà lui lo aveva preso e dato a Janice. Cheryl ha rapito quest'ultima e la porta nel luogo dove lei e il marito avrebbe dovuto rinnovare i voti. All'arrivo di Prentiss, JJ e Simmons lascia libera la ragazza, ma minaccia di suicidarsi per riunirsi a Craig. Simmons riesce a farle gettare le forbici e la arresta.
Durante la cena a casa di Rossi a cui sono stati invitati Krystall, Portia e Wick, Garcia chiama per riferire i risultati del controllo effettuato sul ragazzo: precedentemente è stato con altre due ragazze, che avevano i genitori ricchi, alle quali ogni volta ha svuotato i conti prima di sparire. È un artista della truffa, e in più misogino e violento perché da una è stato denunciato per violenza domestica. Il giorno successivo, Rossi lo comunica a Krystall e Portia: la giovane reagisce male perché non vuole credere che il fidanzato le abbia mentito e sia una persona diversa, mentre Krystall è delusa dall'incapacità di Rossi di evitare di vedere i mostri ovunque. Il matrimonio resta confermato. Wick va a casa di Rossi da solo, l'agente gli fa capire di aver intuito la sua vera personalità e lo minaccia, costringendolo ad andarsene. Più tardi, alla porta si ripresenta Krystall, la quale spiega che le nozze sono state annullate, non potendosi fidare di Wick.
- Nota: questo episodio è diretto da Joe Mantegna, in quanto appare per la prima volta nella serie (prima era stata solo menzionata) la terza ex moglie di Rossi, Krystall Richards. I due riallacceranno i rapporti nella quattordicesima stagione, e nel finale della stessa si risposeranno.

### Soggetto Ignoto
Cheryl Kaline

### Citazioni
- "Forse quando ci scopriamo a desiderare tutto è perché siamo pericolosamente vicini a non desiderare niente." Sylvia Plath (Tara Lewis)
- "Per quanto ci allontaniamo viaggiando, i ricordi ci seguiranno nel nostro bagaglio." August Strindberg (David Rossi)

## Ostaggi
- Titolo originale: Ex Parte
- Diretto da: Lily Mariye
- Scritto da: Christopher Barbour

### Trama
Prima di recarsi al lavoro, Kristy regala a Matt uno smartphone e lo prende in giro perché usa ancora un cellulare vecchio modello. Prentiss riceve l'ordine di occuparsi, con la squadra, di una presa di ostaggi al quarto piano di un edificio nel centro di Washington, dove ha sede il Consiglio di Difesa Legale Americano, una società legale. È anche il luogo di lavoro di Kristy da alcune settimane, perciò Simmons inizia subito a preoccuparsi per la sua incolumità e vorrebbe andare in loco per accertare la situazione, ma Prentiss e Rossi lo convincono a restare a Quantico. Alvez si coordinerà con la Squadra Recupero Ostaggi, JJ e Tara gestiranno i negoziati con i tre responsabili. L'ipotesi di irruzione viene scartata dopo la scoperta che sulle porte è stato piazzato abbastanza esplosivo C4 da far saltare l'intero edificio, e non si può guardare all'interno perché le telecamere sono state colpite con raggi infrarossi. Quello che sembra il capo uccide senza esitare una donna che si era rifiutata di esaudire una sua richiesta e ne infila il cadavere in ascensore, dove viene rinvenuto da Tara, la quale non sta avendo fortuna con i negoziati in quanto i tre non rispondono alle chiamate. L'unica richiesta da parte loro è il rilascio di un suprematista che guidava un gruppo chiamato "I Cavalieri", che ora è rinchiuso nel braccio della morte per aver sparato alle spalle a due poliziotti e la cui esecuzione capitale avverrà a giorni. Viene individuato il furgone dei sequestratori: nel bagagliaio ci sono i due veri addetti alla manutenzione legati e imbavagliati, i quali raccontano a JJ che uno dei Soggetti Ignoti ha risparmiato loro la vita. Rossi interroga l'ex leader de "I Cavalieri", Leonard Hagland, e questo afferma di non avere a che fare con il sequestro. Nel frattempo Kristy elabora un piano per consentire agli agenti di guardare all'interno: riuscendo ad avvicinarsi alla propria scrivania, compone il 911 con lo smartphone che voleva regalare al marito; la chiamata viene passata a Garcia e così Kristy può parlare con Matt. Il capo, infuriato perché il rilascio non è ancora avvenuto, uccide un altro ostaggio minacciando altre uccisioni finché non lo accontenteranno. Garcia riesce ad attivare da remoto lo smartphone e Kristy fa partire una videochiamata, permettendo al BAU di avere la visione interna. I Soggetti Ignoti vengono identificati: due sono ex militari, pregiudicati e sospettati di diverse rapine; il capo è il figlio di Hagland. Hagland chiede a Rossi che la pena di morte venga commutata in ergastolo, ma l'agente replica che non crede sarà possibile. La situazione sembra precipitare quando il capo si accorge della telecamera e trova lo smartphone; vuole sapere chi lo ha messo lì, e minaccia di uccidere un ostaggio, ma Kristy si alza in piedi ammettendo di essere stata lei. Viene picchiata e ciò spinge Simmons ad agire. Mentre Tara, attraverso un auricolare bluetooth, suggerisce a Kristy cosa dire al ragazzo per guadagnare tempo, Matt penetra negli uffici passando per un condotto d'aerazione: spara a uno degli SI e aggredisce il capo; interviene Kristy che lo ferma dall'ucciderlo e lui può riabbracciarla. JJ e Alvez, insieme alla Squadra Recupero Ostaggi, irrompono e liberano tutti gli altri dipendenti; Rossi informa Hagland che il figlio è stato arrestato e che lui non verrà spostato all'ergastolo. Di nuovo a casa, Simmons consiglia alla moglie di parlare con qualcuno di quello che è successo e le assicura che da quel giorno utilizzerà il nuovo cellulare, essendo quello che le ha salvato la vita.

### Soggetto Ignoto
Dalton McCann, Jasper Talbot e Josh Martin Hagland

### Citazioni
- "La violenza non è un catalizzatore, ma una manovra diversiva." Joseph Conrad (Emily Prentiss)
- I Proverbi ci ricordano: "Non ti vantare del domani, poiché non sai quel che un giorno possa produrre." (Matthew Simmons")

## La vendetta e il perdono
- Titolo originale: All You Can Eat
- Diretto da: Diana C. Valentine
- Scritto da: Karen Maser

### Trama
La BAU è chiamata in Virginia dal Centro Controllo Malattie, che ritiene alcune morti sospette provocate da un attacco bioterroristico. Nel frattempo Garcia ha un impegno familiare.

### Soggetto Ignoto
Mark Henshaw

### Citazioni
- "Aggrapparsi alla rabbia è come bere veleno e aspettarsi che altre persone muoiano." Anonimo (Emily Prentiss)
- "Il perdono è la fragranza che la violetta lascia sul calcagno che l’ha schiacciata." Mark Twain (Penelope Garcia)

## Segnali confusi
- Titolo originale: Mixed Signals
- Diretto da: Alec Smight
- Scritto da: Erica Meredith e Erik Stiller

### Trama
A Taos, nel New Mexico, un insegnante e una dottoressa vengono trovati morti, con dei 'buchi' praticati nei loro crani. Un modus operandi tanto singolare richiede l'intervento della BAU.

### Soggetto Ignoto
Caleb Sands

### Citazioni
- "Le convinzioni, più delle bugie, sono nemiche pericolose della verità." Friedrich Nietzsche (Luke Alvez)
- "Aggrapparsi è credere che ci sia solo il passato. Lasciare andare è sapere che c’è un futuro." Daphne Rose Kingma (Tara Lewis)

## Il Credente
- Titolo originale: Believer
- Diretto da: Glenn Kershaw
- Scritto da: Breen Frazier

### Trama
Quando Reid scopre l'ex agente Owen Quinn chiuso in un magazzino, la squadra ha dei seri dubbi sulla storia che l'uomo racconta per giustificare la sua presenza in quel luogo.

### Soggetto Ignoto
La setta con a capo Benjamin Merva 

### Citazioni
- "Una cosa non è necessariamente vera per il fatto che un uomo muoia per essa." Oscar Wilde (Penelope Garcia")